# Caspar Bernet

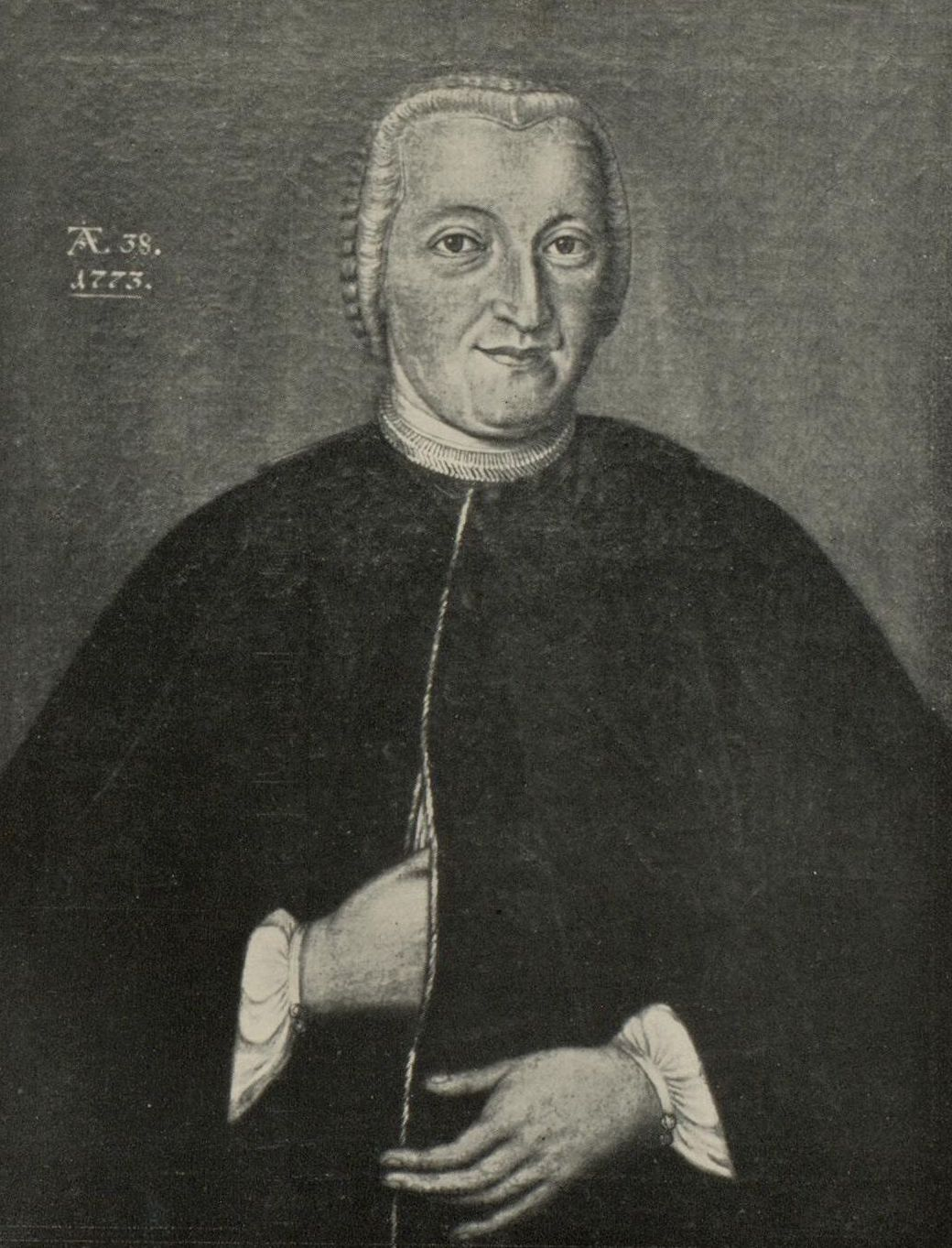
Caspar Bernet

Caspar Bernet (auch Kaspar Bernet; * 9. Januar 1698 in St. Gallen; † 29. September 1766 ebenda) war ein Bürgermeister von St. Gallen (Schweiz).

## Leben
Caspar Bernet wurde als Sohn seines gleichnamigen Vaters Caspar Bernet (* 20. November 1668; † 6. November 1742), Weber und Unterbürgermeister in St. Gallen, und dessen Ehefrau Elisabeth (* 7. Dezember 1666; † 14. September 1711), einer Tochter des Christian Huber, geboren. Sein Halbbruder war Hans Joachim Bernet, Bürgermeister von St. Gallen.
Er war Leinwandweber und stieg über verschiedene Zunftämter bis in das Bürgermeisteramt auf, das er von 1754 bis 1759 im jährlichen Wechsel mit Hans Jacob Rietmann (1677–1756) im Jahr 1755, Daniel Högger 1756 und Christoph Wegelin (1688–1774) im Jahr 1758 ausübte; zuvor kam er 1734 in das öffentliche Amt des Rohzuschauers (Qualitätskontrolleur), 1737 das des Rohschauers, wurde 1743 in den Grossen Rat sowie 1745 als Zunftmeister und Unterbürgermeister gewählt; 1748 war er Lehensträger von St. Catharina. In seiner Eigenschaft als Bürgermeister nahm er an mehreren Tagsatzungen teil.
Militärisch stieg er von 1739 vom Wachtmeister bis zum Hauptmann im Jahr 1744 auf.
1757 begründete er das Familienlegat.
Caspar Bernet war in erster Ehe mit Helena (* 16. November 1700; † 23. Mai 1743), Tochter des Peter Stähelin, Weber und Unterbürgermeister, und in zweiter Ehe mit Anna Barbara (* 1702; † 1762), Tochter des Daniel Girtanner, Färber und Stadtrichter, verheiratet. Von seinen Kindern sind namentlich bekannt:
- Johann Joachim Bernet (* 1725; † unbekannt), Stadtrichter, Mitglied des Grossen Rates, Zunftmeister, Ratsherr und Lehensträger der Hofgüter sowie 1778 Steuerherr und 1778 Schaffner im Rheintal und 1783 Stadtkassierer
- Kaspar Bernet (* 7. Oktober 1735; † unbekannt), 1772 Stadtrichter und Mitglied des Grossen Rates, 1777 Zunftmeister, 1781 Ratsherr und anschliessend Postamtsverwalter und Pfleger von Linsenbühl.